# Gentiana leroyana
Gentiana leroyana är en gentianaväxtart som beskrevs av S. Hul. Gentiana leroyana ingår i släktet gentianor, och familjen gentianaväxter. Inga underarter finns listade i Catalogue of Life.